# Instituto Max Planck de Pesquisa Médica

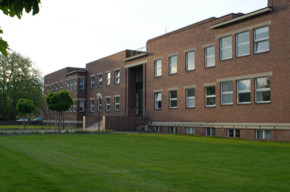
Instituto Max Planck de Pesquisa Médica

O Instituto Max Planck de Pesquisa Médica (em alemão:  Max-Planck-Institut für medizinische Forschung) em Heidelberg é uma instalação da Sociedade Max Planck. No instituto trabalharam desde sua fundação cinco laureados com o Prêmio Nobel: Otto Fritz Meyerhof (Nobel de Fisiologia ou Medicina), Richard Kuhn (Nobel de Química), Walther Bothe (Nobel de Física), Rudolf Mössbauer (Nobel de Física) e Bert Sakmann (Nobel de Fisiologia ou Medicina).